# Amphineurus apiculatus
Amphineurus apiculatus är en tvåvingeart som beskrevs av Alexander 1968. Amphineurus apiculatus ingår i släktet Amphineurus och familjen småharkrankar. Inga underarter finns listade i Catalogue of Life.